# 힐데가르트 팔크
힐데가르트 팔크(독일어: Hildegard Falck, 1949년 6월 8일 ~ )는 독일의 전직 육상 선수이다. 그녀는 1972년 올림픽때 800m에서 금메달을 땄고 1600m 계주에서 서독 대표팀과 함께 동메달을 땄다. 그녀는 800m 결승전에서 니욜레 사바이테와 군힐트 호프메이스터를 0.1초 앞질렀다.
그녀의 기록은 1973년까지 남아있었다.
육상으로 전향하기 전에, 팔크는 중학교 교사가 되기 위해 학업에 열중했다. 그녀는 1971년 유럽 선수권 대회 1600m 계주에서 은메달을 땄다.
팔크는 그녀의 남편 롤프 팔크의 지도를 받았다. 그들은 나중에 이혼했고, 그녀는 5종경기 선수 닥터 클라우스 키미흐와 결혼했다.

## 참조
1. ↑  힐데가르트 팔크 보관됨 2012-10-25 - 웨이백 머신. sports-reference.com